# Pecola
A Pecola egy japán-kanadai-amerikai animációs sorozat. Naomi Iwata készítette. A műsor a címadó pingvinről szól, aki Kockavárosban (Cube Town) él, és segíteni szeretné az embereket, ám mindig galibát okoz. A sorozat az ő különös kalandjait mutatja be. Pecolának segítségére vannak barátai is, ám időnként ellenségeket is szerez magának. A sorozat 1 évadot élt meg 26 epizóddal. 30 perces egy epizód. Nem lett túlzottan népszerű a műsor, hamar feledésbe merült az egész világon. Magyar bemutató 2003. január 3-án itthon a Fox Kids vetítette, míg Amerikában a Cartoon Network sugározta. 2003. április 26.-tól 2007. április 28.-ig ment Japánban és Kanadában. Japánban videójáték is készült, és DVD-n is kiadták a sorozatot.